# Platges d'Armazá i El Barco
Les platges d'Armazá i El Barco es troben en el concejo asturià de Cuaña, i molt prop de la localitat de Cartavio. Formen part de la Costa Occidental d'Astúries i presenten protecció mediambiental per estar catalogades com ZEPA i LIC.

## Descripció
La platja d'Armazá té una longitud d'uns 420 metres en forma de petxina o ancorada, una amplària mitjana d'uns 25 a 30 metres i la desembocadura fluvial del rierol de Mudes. La platja d'El Barco és accessible des de la d'Armazá solament en moments de baixamar. Aquesta segona platja té una longitud d'uns 80 metres i una amplària mitjana de 15 a 20 m. També es pot arribar a aquesta platja per la seva zona oriental des de la Platja de Cartavio. L'entorn és rural amb baix índex d'edificació i la seva perillositat és mitjana. És convenient usar calçat adequat durant el bany i per caminar per la platja, ja que és un pedrer amb nombrosos palets i sorres fosques molt escasses. La pesca submarina, la pesca recreativa i el senderisme són les activitats més recomanables i es té la possibilitat de portar mascotes. No disposa de cap servei. L'accés és per als vianants inferior a 500 metres i de poca o nul·la dificultat.
Els pobles més propers són Cartavio i San Cristóbal i el nucli rural més proper a les platges és Armazá, de la qual pren el nom la platja. Per accedir a ambdues platges cal arribar fins a la localitat de Cartavio i sortir d'ella travessant les vies del tren per l'únic pas elevat existent. Més endavant s'arriba a una bifurcació de camins on cal prendre el de l'esquerra i després d'una llarga baixada acaba en un caseriu on cal deixar el cotxe. Després de caminar uns 100-150 m per un camí paral·lel al rierol Mudes s'arriba a la platja.